# Crews & Gangs
Crews & Gangs – Tanz um dein Leben ist eine deutsche Fernsehserie, die im Auftrag des Fernsehsenders RTL II produziert und erstmals beim Streaminganbieter Joyn am 25. Juni 2020 veröffentlicht wurde.

## Handlung
Anicia ist eine den besten rhythmischen Sportgymnastinnen ihres Jahrgangs und besucht deshalb das Internat der Deutschen Olympischen Akademie. Sie träumt davon Deutschland bei den nächsten Olympischen Spielen zu vertreten. Ihr Traum platzt jedoch, als sie wegen eines Fehltritts von der Schule suspendiert wird. Sie zieht wieder zu ihrem Vater Jan, der in einer kleinen Wohnung in Berlin am Kottbusser Tor wohnt. Mit dem Umzug taucht Anicia in ein neues Milieu ein, das von rivalisierenden Gangs und Straßentanz geprägt ist. Dort trifft sie Kian, ein Tänzer und Anführer der Dancecrew Ghetto-Kings. Kian wird ihr Türöffner in die neue Welt und schon bald findet sich Anicia zwischen Dance-Battles und Konflikten zwischen einzelnen Dancecrews wieder und auch Kian entwickelt immer mehr Interesse an Anicia.

## Produktion und Veröffentlichung
Die Produktion von Crews & Gangs wurde erstmals auf den Screenforce Days 2019 von RTL II angekündigt. Gedreht wurde Ende 2019 in Berlin.
Am 23. Juni 2020 wurde bekannt, dass der Streaminganbieter Joyn die Pay-TV-Veröffentlichungsrechte der Serie von der Produktionsfirma Ninety-Minute Film gesichert hat. Zwei Tage später fand die Erstveröffentlichung bei Joyns kostenpflichtigen Subscription-Video-on-Demand-Angebot Joyn Plus+ unter dem Label Joyn Original statt.

## Episodenliste
| Nr.                                                                             | Originaltitel         | Regie      | Drehbuch                                                                |
| ------------------------------------------------------------------------------- | --------------------- | ---------- | ----------------------------------------------------------------------- |
| 1                                                                               | Neue Welten           | Neco Çelik | Erhan Emre & Neco Çelik (nach einer Idee von Neco Çelik & Felix Mennen) |
| 2                                                                               | Die Rivalen           | Neco Çelik | Erhan Emre & Neco Çelik (nach einer Idee von Neco Çelik & Felix Mennen) |
| 3                                                                               | Verraten und verkauft | Neco Çelik | Erhan Emre & Neco Çelik (nach einer Idee von Neco Çelik & Felix Mennen) |
| 4                                                                               | Rache                 | Neco Çelik | Erhan Emre & Neco Çelik (nach einer Idee von Neco Çelik & Felix Mennen) |
| 5                                                                               | Auge um Auge          | Neco Çelik | Erhan Emre & Neco Çelik (nach einer Idee von Neco Çelik & Felix Mennen) |
| Alle Folgen wurden am 25. Juni 2020 gleichzeitig bei Joyn Plus+ veröffentlicht. |                       |            |                                                                         |